# Eu Te Amo
Eu Te Amo és una pel·lícula dramàtica brasilera del 1981 dirigida per Arnaldo Jabor. Es va rodar al llarg de la Llacuna Rodríguez de Freitas, Lagoa (Rio de Janeiro). Es va projectar a la secció Un Certain Regard al 34è Festival Internacional de Cinema de Canes.

## Argument
Maria (Braga) i Paulo (Pereio) són una parella que s'utilitzen mútuament per satisfer els seus desitjos sexuals i evitar la seva solitud. Tanmateix, no estan gens enamorats. Amb el temps, mentre la seva relació continua, la Maria i el Paulo comencen a adonar-se que de fet s'estan enamorant l'un de l'altre.

## Repartiment
- Sônia Braga com a Maria
- Paulo César Pereio com a Paulo
- Vera Fischer com Barbara Bergman
- Tarcísio Meira l'Ulisses
- Regina Case
- Maria Lucia Dahl
- Maria Silvia

## Premis i nominacions
Festival de Gramado
- Guanyador, "Millor actriu" - Sônia Braga
- Guanyador, "Millor fotografia" - Murilo Salles
- Guanyador, "Millor disseny de producció" - Marcos Weinstock
- Guanyador, "Millor so"
- Nominada, "Millor pel·lícula" - Arnaldo Jabor

Premis de l'Associació de Crítics d'Art de Sao Paulo
- Guanyador, "Millor fotografia" - Murilo Salles
- Guanyador, "Millor director" - Arnaldo Jabor